# Юусо, Кайса
Кайса Хелена Юусо (фин. Kaisa Helena Juuso; род. 23 сентября 1960, Алаторнио, Лаппи) — финский политический и государственный деятель. Член партии «Истинные финны». Министр социального обеспечения и здравоохранения Финляндии с 20 июня 2023 года. Депутат эдускунты с 17 апреля 2019 года.

## Биография
Родилась 23 сентября 1960 года в общине Алаторнио (ныне Торнио) в Лапландии.
В 1979 году окончила школу в Торнио. В 1986 году окончила Стокгольмский университет, получила степень кандидата (бакалавра) философии (FK) в области поведенческих наук. 
В 1986—1989 годах работала помощником офицера по хозяйственной части и регистратором в финской судоходной компании Viking Line, которая осуществляет круизные и паромные перевозки.
В 1989—1997 годах работала специалистом по страхованию в пенсионной страховой компании Verdandi (ныне Veritas) в Турку. В 1994 году получила высшее образование в сфере страхования в Центре страхового образования. В 1997—2004 годах работала офис-менеджером в страховой компании Lähivakuutus в Турку. В 1999 году окончила факультет обработки информации шведскоязычной Академии Або в Турку.
В 2010 году получила профессию медсестры в Лапландском университете прикладных наук.
В 2009 году работала медсестрой в психиатрической больнице в Торнио. В 2010 году работала медсестрой в Центре здоровья (Lyngstunet helse- og omsorgssenter) в норвежской коммуне Люнген и в доме престарелых компании Mikeva в финской коммуне Кеми в Лапландии.
В 2011—2023 годах работала специальным экспертом международного отдела медицинского обслуживания в государственном Шведском агентстве социального страхования.
Помимо финского, благодаря опыту работы и учебы очень хорошо владеет шведским языком.

## Политическая карьера
С 2013 года являлась членом городского совета Торнио, с 2017 года — членом администрации Торнио.
В 2015 году — секретарь отделения партии «Истинные финны» в Лапландии, в 2018 году — член совета партии.
По результатам парламентских выборов 2019 года избрана депутатом в округе Лапландия. Переизбрана на выборах 2023 года. Была членом Комитета по культуре и Комитета по социальной политике и здравоохранению.
20 июня 2023 года назначена министром социального обеспечения и здравоохранения Финляндии в правительстве под руководством премьер-министра Петтери Орпо.

## Личная жизнь
Живёт в Торнио.